# Sido
Sido (* 30. listopadu 1980 v Berlíně-Prenzlauer Berg), vlastním jménem Paul Hartmut Würdig, je německý rapper a producent. Svoje umělecké jméno zprvu vykládal jako „Scheiße in dein Ohr“ (s*ačka do tvého ucha), později „super-intelligentes Drogenopfer“ („super inteligentní oběť drog“); nyní již nemá význam zkratky. V současné době vydává pod Urban/Universal Music.

## Život
Je synem Němce a Sintky. Do osmi let žil se svou sestrou a matkou ve východním Berlíně. V roce 1988 se přestěhovali do západního Berlína, kde bydleli v útulku s mnoha žadateli o azyl. Po tři čtvrtě roku se přestěhovali do Reinickendorfu, kde navštěvoval školu, z níž byl kvůli užívání drog vyloučen.
Má syna, kterému na svém druhém albu Ich věnoval písničku „Ein Teil von mir“.

## Kariéra
V hudebním průmyslu je aktivní od roku 1997. Spolu s rapperem B-Tight založili skupinu Royal TS a vydávali pod undegroundovým labelem Royal Bunker. Royal TS se jmenovali protože Royal - Royal Bunker, TS - Tight/Sido . Poté založili skupinu Die Sekte ve které působili rappeři Rhymin Simon, Vokalmatador, později také Tony D.
Za nedlouho zakládá Sido,B-Tight a Tony D skupinu A.I.D.S. (Alles ist die Sekte).

### Sólo kariéra
Jeho sólová kariéra začala v roce 2003 trackem „Weihnachtssong“, který se objevil na sampleru labelu Aggro Berlin, a trackem „Arschficksong“. Video k tomuto songu bylo přezkoumáno státními úřady a dostalo omezení „FSK 16“.
V roce 2004 vydává Sido své debutové album s názvem Maske, desky se prodalo víc než 180 000 kopií. Největší hit z alba byl track s názvem „Mein Block“. Druhý singl byl nazván „Fuffies im Club“ a třetí singl se jmenoval „Mama ist stolz“, který byl věnován Sidově matce.
Ich, tak se jmenovala jeho druhá sólová deska, za pouhé dva dny se jí prodalo 80 000 kopií a okamžitě se stala zlatou.
V roce 2007 založili Sido a B-Tight label Sektenmuzik.
Jeho třetí album se jmenovalo Ich und meine Maske, bylo vydáno v květnu roku 2008, okamžitě se dostalo na 1. místo prodejnosti.
30. října 2009 vyšlo čtvrté album Aggro Berlin. První singl „Hey Du“ vypráví o jeho dětství v NDR.
Na konci ledna 2010 se konal koncert, který byl natočen ve spolupráci s MTV. Jako hosté byli pozváni Adel Tawil ze skupiny Ich+Ich, hip hopová formace K.I.Z a Stephan Remmler. Toto live album bylo vydáno v květnu 2010.

### Deine Lieblings Rapper
Takto se jmenuje jeho společný projekt s Harrisem. Album ohlásili v roce 2004, ale vyšlo až v říjnu 2005. Nese název Dein Lieblings Album. Prodalo se ho asi 85 000 kopií. Prvním singlem „Steh wieder auf“ šokovali všechny, protože ve videu se Sido nechal ukřižovat, popsal to tak, že je Ježíš pro německý rap.

## Kontroverze
V roce 2004 na MTV HipHop Open ve Stuttgartu proběhl konflikt mezi ním a Azadem, neboť urážel Azadovu matku.

## Diskografie

### Alba

#### Studiová
- 2004 Maske
- 2006 Ich
- 2008 Ich und meine Maske
- 2009 Aggro Berlin
- 2013 30-11-80
- 2019 Ich und keine Maske
- 2022 Paul

#### Live
- 2010 MTV Unplugged Live aus'm MV

#### Společná
- 2002 Aggro Ansage Nr. 1 (s Aggro Berlin)
- Aggro Ansage Nr. 2 (s Aggro Berlin)
- 2003 Aggro Ansage Nr. 3 (s Aggro Berlin)
- 2004 Aggro Ansage Nr. 4 (s Aggro Berlin)
- 2005 Dein Lieblingsalbum (s Harris)
- Aggro Ansage Nr. 5 (s Aggro Berlin)
- 2007 Sampler 1 (s Sektenmuzik)
- Eine Hand wäscht die andere (Kompilace featů)
- 2008 Sampler 2 (s Sektenmuzik)
- Aggro Anti Ansage Nr. 8 (s Aggro Berlin)
- 2009 Sampler 3 (s Sektenmuzik)
- Die Sekte (s Die Sekte)
- 23 (s Bushido (rapper))

#### Royal TS / A.i.d.S.
- 1998 Wissen ~ Flow ~ Talent
- 2000 Back in Dissniss
- 2001 Das Mic und Ich (EP)
- 2002 Alles ist die Sekte Album Nr. 3
- 2003 Gar nich so schlimm! (EP)

#### Die Sekte
- 1999 Sintflows
- 2009 Die Sekte - Christmas Edition